# Карла Либкнехта (Целинский район)
Ка́рла Ли́бкнехта — хутор в Целинском районе Ростовской области. Назван в честь немецкого общественного деятеля.
Входит в состав Юловского сельского поселения.

## География
Хутор Карла Либкнехта расположен примерно в 18 км к северу от посёлка Целина. В 3 км к западу от хутора проходит автодорога «Целина — Ольшанка».
Ближайшие населённые пункты — хутора Андропов и Смидовича.

## Улицы
На хуторе 6 улиц:
- Зеленая улица;
- Парковая улица;
- Прудовая улица;
- Солнечная улица;
- Тихий переулок;
- Широкая улица.